# Хабасюэшань
Хабасюэша́нь (кит. упр. 哈巴雪山, пиньинь Hābāxǔeshān) — гора (5396 м) в китайской провинции Юньнань, самая южная гора хребта Шалулишань. Склон горы образует западный склон ущелья Прыгающего тигра. Возвышаясь над рекой на 3500 м, Хабасюэшань стоит напротив массива Юйдунсюэшань.